# 1. slovenská národní fotbalová liga 1969/1970
V soubojích 1. ročníku 1. slovenské národní fotbalové ligy 1969/70 (jedna ze skupin 3. nejvyšší soutěže) se utkalo 14 týmů dvoukolovým systémem podzim - jaro.

## Konečná tabulka
Zdroj: 
| Poř. | Tým                          | Z  | V  | R  | P  | VG | OG | B  |
| ---- | ---------------------------- | -- | -- | -- | -- | -- | -- | -- |
| 1.   | ZVL Považská Bystrica        | 26 | 13 | 7  | 6  | 46 | 21 | 33 |
| 2.   | ZVL Kysucké Nové Mesto       | 26 | 10 | 10 | 6  | 36 | 24 | 30 |
| 3.   | Gumárne 1. mája Púchov       | 26 | 12 | 6  | 8  | 31 | 27 | 30 |
| 4.   | Dukla Nováky                 | 26 | 10 | 9  | 7  | 33 | 31 | 29 |
| 5.   | Strojár Detva                | 26 | 9  | 9  | 8  | 28 | 20 | 27 |
| 6.   | Iskra Liptovský Mikuláš      | 26 | 12 | 3  | 11 | 25 | 35 | 27 |
| 7.   | Baník Prievidza              | 26 | 9  | 8  | 9  | 33 | 30 | 26 |
| 8.   | Lokomotíva Spišská Nová Ves  | 26 | 6  | 13 | 7  | 30 | 30 | 25 |
| 9.   | Slovan Bratislava „B“        | 26 | 10 | 4  | 12 | 36 | 38 | 24 |
| 10.  | Baník Handlová               | 26 | 9  | 6  | 11 | 40 | 47 | 24 |
| 11.  | Iskra Svit                   | 26 | 7  | 9  | 10 | 24 | 33 | 23 |
| 12.  | Lokomotíva Vranov nad Topľou | 26 | 9  | 5  | 12 | 29 | 43 | 23 |
| 13.  | Strojárne Martin             | 26 | 8  | 6  | 12 | 37 | 43 | 22 |
| 14.  | Železiarne Podbrezová        | 26 | 8  | 5  | 13 | 25 | 33 | 21 |

Poznámky
- Z = Odehrané zápasy; V = Vítězství; R = Remízy; P = Prohry; VG = Vstřelené góly; OG = Obdržené góly; B = Body

|  | postup do 2. ligy 1970/71 |
|  | sestup do Divize 1970/71  |